# Świerzawa
Świerzawa este un oraș în Polonia.